# Фоке Вулф Та 152
Фоке Вулф Та 152 (Focke-Wulf Ta-152) је био међу најбржим клипним ловачким авионима Другог светског рата и најбољи висински ловац у наоружању немачке Луфтвафе. Имао је снажно наоружање и одличне маневарске способности на великим висинама како би могао да се супротстави савезничким бомбардерима. Међутим дошао је у употебу сувише касно (крајем 1944. године) и у малом броју (само око 200 комада) због чега није имао значајнији утицај на ток рата. Американци су по капитулацији хитлеровске Немачке све преостале примерке хитно транспортовали у Америку.
Иако је произведен у фабрици авиона Фоке Вулф, Та 152 је уместо ознаке "FW" добио ознаку „Та“ у част свог пројектанта, немачког инжењера Курта Танка.

## Развој
Немачко министарство за ваздухопловство расписало је 1942. године конкурс за Hochleistungsjäger (ловац високих перформанси) који је требало да има изузетно висок плафон лета и да најбоље перформансе оствари на великим висинама. Потреба за висинским ловцем одличних перформанси проистекла је из чињенице да су немачки обавештајци стално слали информације о новим америчким супер-бомбардерима B-29. На конкурсу су учествовале фабрике Месершмит и Фоке Вулф. Конструкторима су стављени на располагање сви авионски мотори које је у то време производила немачка индустрија. Такође, нови авиони је требало да буду што јаче наоружани како би били у стању да уништавају америчке четворомоторне бомбардере који су се показали изузетно отпорни на дејства дотадашњих немачких ловачких авиона.
Курт Танк је више година уназад разматрао могућност пројектовања оваквог авиона, због чега је имао значајну предност у односу на конкуренцију. Одлучио је да за нови авион искористи постојећи труп авиона Фоке-Вулф Fw-190 који је био скоро идеално конципиран за клипног ловца, као и да задржи поуздани стајни трап и репне површине. Највеће измене претрпело је крило чија површина је значајно повећана како би авион могао да досегне прописани плафон лета. 1943. године технички биро при министарству је прихватио Танков пројекат и добио је зелено светло за израду првих прототипова серије Х.
Једина мана Та 152 је била што у то доба немачка индустрија није имала тако квалитетне материјале и поузданост му није била јача страна. Долазило је до честих кварова и отказивања система а 1945. дошло је и до хроничног недостатка горива.
Скраћеницу Та је добио у част инжењера Курта Танка који је у то доба био икона немачке авијације. Колико је то био добар авион говори и једна анегдота:
Курт Танк је био и добар пилот и једном приликом је крајем новембра 1944 авионом Та 152 полетео са аеродрома у Лангенхаген-у. Морао је хитно да стигне на састанак у Фоке Вулф-ову фабрику у Котбус. Авион је био наоружан, али без муниције. Убрзо после полетања пресрела су га четири P-51 Мустанга. Како није имао муницију (можда је то и било боље, ипак није био пилот ловац) дао је пун гас и укључио све системе за повећање снаге. Убрзо после тога амерички ловачки авиони су остали далеко иза њега.
Овај авион је коршћен у суштини врло мало и то махом као ловац пресретач. Био је смртоносан за противничке ловачке авионе и бомбардере, али је махом коришћен за пресретање ловачке пратње због добрих маневарских способности и перформанси. Бомбардере су махом нападали млазни авиони Месершмит Me 262 својим тешким наоружањем (четири топа од 30 mm и ракетама ваздух-ваздух). Произведено је само 220 авиона Та 152.

## Галерија
- Ta 152H